# 고카이촌 (도치기현)
고카이촌(일본어: 小貝村)은 일본 도치기현 하가군에 속했던 촌이다. 현재의 이치카이정의 일부에 해당한다.

## 지리
현재의 이치카이정의 북부에 해당한다.

## 역사
- 1889년 4월 1일 - 정촌제 시행에 의해 하가군 고카이촌이 성립하였다.
- 1954년 5월 3일 - 고카이촌은 이치바촌과 합병해, 이치카이촌이 성립하여, 고카이촌은 소멸하였다.

## 인구
| 1891년 | 3,060 |
| 1920년 | 4,351 |
| 1935년 | 4,775 |
| 1950년 | 5,581 |

## 교통

### 철도
- 일본국유철도
  - 모카선

## 참고문헌
- 角川日本地名大辞典編纂委員会『가도카와 일본 지명 대사전 9 栃木県』、가도카와 쇼텐、1984年 ISBN 4-04-001090-6
- 日本加除出版株式会社編集部『全国市町村名変遷総覧』、日本加除出版、2006年、ISBN 4-8178-1318-0